# Maks Sjavel
Maks Abramovitsj Sjavel (Minsk, 3 juni 1933 – Israël , 13 december 2014) was een Wit-Russisch/Israëlische dammer en damtrainer. 
Hij begon op 13-jarige leeftijd met dammen met als trainer Arkadi Rokitnitski, eerst in het Russisch dammen (op 64 velden) en daarna in het internationale spel (op 100 velden).  
Hij is in het internationale spel recordkampioen van Wit-Rusland met 11 titels (in 1954, 1956-60, 1963 (gedeeld met Marat Geller), 1964 (gedeeld met Marat Geller en Joeri Fajnberg), 1965, 1971 en 1972. 
Hij is 14-voudig deelnemer aan de finale van het kampioenschap van de Sovjet-Unie met als beste resultaten tweede plaatsen in 1955 en 1956 en derde plaatsen in 1959, 1960 en 1976. 
Hij emigreerde in 1990 met zijn gezin naar Israël om te gaan wonen in Tel Aviv en bleef damtoernooien spelen met als beste resultaat in het Israëlisch kampioenschap een 2e plaats in 1993. 

## Resultaten in internationale kampioenschappen
Hij nam twee keer deel aan het Europees kampioenschap met de volgende resultaten: 
| Jaar | Locatie   | Klassering | Score | W–R-V |
| ---- | --------- | ---------- | ----- | ----- |
| 1977 | Brussel   | 4e         | 12-17 | 5-7-0 |
| 1999 | Hoogezand | 15e        | 15-8  | 1-6-8 |